# Horst Domdey
Horst Domdey (* 29. Oktober 1951 in Sulzbach-Rosenberg) ist ein deutscher Biochemiker, Unternehmensgründer und Hochschullehrer.

## Leben
Horst Domdey studierte im Lehramtsstudium Chemie und Biologie in Erlangen und promovierte 1979 im Fach Chemie am Max-Planck-Institut für Biochemie in München. Das Thema seiner Dissertation lautete Nukleotidsequenz und Sekundärstruktur des Viroids der Spindelknollensucht der Kartoffel (PSTV).
In den Jahren 1980 bis 1984 forschte er am Schweizerischen Institut für Experimentelle Krebsforschung (ISREC) in Epalinges (Lausanne), an der University of California in San Diego und am California Institute of Technology in Pasadena, USA. 
Von 1984 bis 1998 leitete er eine selbständige Arbeitsgruppe am Münchner Genzentrum der Ludwig-Maximilians-Universität München (LMU), wo er im Fach Biochemie habilitiert wurde. Im Jahre 1994 erhielt er eine Professur am Institut für Biochemie der LMU. Im gleichen Jahr gründete er mit Kollegen das Biotechnologie-Unternehmen Medigene AG.
Im Jahr 1998 wurde Domdey Vorstand der BioM AG Munich Biotech Development, im Jahr 2006 Geschäftsführer der daraus hervorgegangenen BioM Biotech Cluster Development GmbH, der Managementorganisation des Münchner Biotech-Clusters. 
Von 1998 bis März 2008 war er auch wissenschaftlicher Geschäftsführer des Innovations- und Gründerzentrums Biotechnologie (IZB) in Martinsried. Seit 2010 ist Domdey Sprecher des Münchner Spitzenclusters „m4 – personalisierte Medizin und zielgerichtete Therapien“. Er ist außerdem Vorstand der Stiftung für Stammzellenforschung und angewandte regenerative Therapien und der Peter und Traudl Engelhorn-Stiftung.

## Auszeichnungen und Ehrungen
- 1977–1979: Research Fellowship der Studienstiftung des deutschen Volkes
- 1981–1982: Research Fellowship der Deutschen Forschungsgemeinschaft (DFG)
- 1983: Research Fellowship der European Molecular Biology Organization
- 2013: Bayerische Staatsmedaille für besondere Verdienste um die bayerische Wirtschaft
- 2020: Auszeichnung Pro meritis scientiae et litterarum des Freistaats Bayern